# Cesano (Rom)

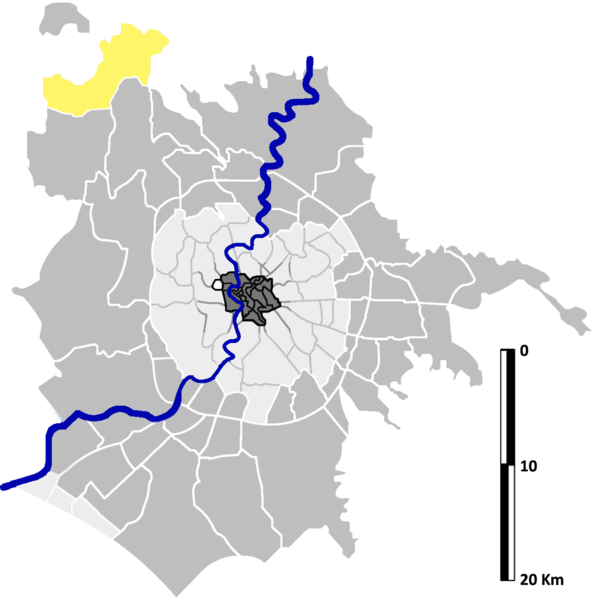
Lage von Cesano im Agro Romano

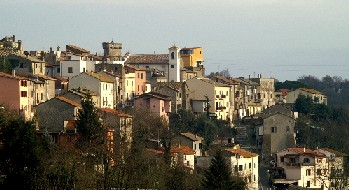
Cesano Borgo

Cesano ist eine Fraktion im Nordwesten der Stadt Rom und darüber hinaus auch die Bezeichnung der 52. Zone des Agro Romano. Die Zone umfasst rund 38 km² und hat etwa 10.000 Einwohner.

## Lage und Verkehr
Der Ort Cesano di Roma liegt knapp 30 Kilometer außerhalb der römischen Innenstadt in den Sabatiner Bergen, unweit des Lago di Martignano und des Lago di Bracciano. Östlich des Ortes führt die Via Cassia vorbei. Cesano hat einen Bahnhof an der Bahnstrecke Rom–Viterbo, der im Nahverkehr von der Linie FR3 der Ferrovia Regionale Lazio bedient wird.

## Sonstiges
Bei Cesano befindet sich das Casaccia Research Center des italienischen Forschungsinstitutes ENEA sowie die Infanterieschule des italienischen Heeres.